# Baryphthengus
Baryphthengus é um gênero de aves da família Momotidae.
As seguintes espécies são reconhecidas: 
- Juruva-ruiva (von Spix, 1824)
- Juruva-verde (Vieillot, 1818)